# Élections en Rhodésie du Sud
 (janvier 2024).
Si vous disposez d'ouvrages ou d'articles de référence ou si vous connaissez des sites web de qualité traitant du thème abordé ici, merci de compléter l'article en donnant les références utiles à sa vérifiabilité et en les liant à la section « Notes et références ».
 (janvier 2024).
Les Élections en Rhodésie du Sud se sont déroulés sur un mode censitaire et ségrégué, que ce soit pour élire de 1899 à 1923 une partie du Conseil législatif, puis à partir de 1924  pour élire l'ensemble de l'Assemblée législative de la colonie britannique de Rhodésie du Sud dans le cadre du système parlementaire de Westminster comme base de gouvernement.
Ce système censitaire et ségrégué fut maintenu pour élire les députés de l'Assemblée nationale durant la période d'indépendance unilatérale de la colonie à partir de 1965 jusqu'aux accords de Salisbury de mars 1978 et aux premières élections au suffrage universel d'avril 1979 (non reconnues internationalement et boycottées par la ZANU-PF). 
Le parti politique qui détenait la majorité des sièges à l'Assemblée législative devenait alors chef du gouvernement. Le responsable de cette majorité (le chef du gouvernement) était le Premier ministre, qui choisissait alors son gouvernement parmi ses collègues élus.

## Conseil législatif
Avant l'autonomie accordée en 1923, la Rhodésie du Sud était, depuis 1899, gérée par un Conseil législatif, composé de députés nommés et de membres élus. Les membres nommés étaient désignés par la British South Africa Company et se composaient de l'exécutif qui dirigeait la colonie ; le nombre de membres élus a augmenté tout au long de la période à mesure qu'augmentait le nombre de Blancs dans la colonie.

## Assemblée législative
À la suite de l'autonomie en 1924, le Parlement de Rhodésie du Sud était monocaméral, composé de l'Assemblée législative seule. Une fois les lois adoptées par l'Assemblée législative, elles étaient transmises au gouverneur pour qu'il donne son accord au nom du monarque britannique. L'Assemblée disposait de 30 sièges jusqu'à la constitution de 1961, date à laquelle elle fut portée à 65 (50 circonscriptions et 15 districts). Elle était contrôlée par un Président ; La Rhodésie du Sud différait de la pratique britannique dans la mesure où le président était membre d'office de l'Assemblée législative.

## Exigences électorales

### 1899-1923
La colonie de Rhodésie du Sud a pris sa constitution de celle de la colonie du Cap, modifiée pour conserver le contrôle des colons européens. L'exigence de base était qu'un électeur soit un sujet britannique, de sexe masculin, âgé de 21 ans ou plus, et capable d'écrire son propre nom et adresse et de signer son nom sur le formulaire d'inscription. Il y avait alors trois conditions pour qualifier les électeurs.
a) Propriétaire d'un titre minier enregistré en Rhodésie du Sud. 
b) Occupant d'un bien immobilier évalué à 75 £. 
c) Recevoir en Rhodésie du Sud un salaire de 50 £ par an.
Dans les conditions b) et c), les électeurs doivent également avoir résidé pendant six mois en Rhodésie du Sud.
En 1912, les demandes d'alphabétisation ont été augmentées pour être sûr que les électeurs écrivent une dictée de 50 mots en anglais, si l'agent d'inscription l'exige. Les conditions de ressources sous b) ont été portées à 150 £ et sous c) à 100 £ par an . Les femmes ont été émancipées en 1919, considérées comme possédant les mêmes qualifications que leurs maris.

### 1923-1961
Les conditions d'accès à la capacité électorale demeurent très restrictives, en particulier à l'égard de la population noire. La franchise électorale est fixée à 100 livres sterling annuel. En 1928, le test de dictée fut supprimé et, en 1938, les conditions de ressources furent supprimées pour les retraités. Les conditions de ressources n'ont été relevées qu'en 1951, lorsque la valeur de la propriété requise a été augmentée à 500 £ et le salaire annuel requis à 240 £.
En 1951, il n'y a alors que 380 électeurs noirs (pour une population à 90% noire) pour 45 000 électeurs blancs.

### 1969-1977
En 1969, une nouvelle constitution est promulguée. La logique censitaire du système électoral est réaffirmée. Ainsi le nombre de parlementaires noirs ne peut être augmenté proportionnellement qu'au produit de l'impôt sur le revenu acquitté par la population qu'ils représentent. Les électeurs sont aussi inscrits sur des listes séparées en fonction de sa race.
Sur les soixante-six députés de l'Assemblée nationale, cinquante sont des élus blancs, huit sont des élus noirs et huit représentent les chefs coutumiers. 
Au Sénat de 23 membres, dix sont blancs (élus par l'Assemblée nationale) et dix sont noirs, élus par le Conseil des chefs coutumiers. Les trois derniers sont nommés par le Président de la République.

## Résumé des élections

### Administration par la British South Africa Company
- 17 avril 1899 : Élection du 1er Conseil législatif.
- 17 mars 1902 : Élection au 2e Conseil législatif.
  - 22 mai 1903 : ajout d'élections au 2e Conseil législatif.
- 6 mars 1905 : Élection du 3e Conseil législatif (en fait, tous les sièges sont élus sans opposition).
- 24 avril 1908 : Élection du 4e Conseil législatif.
- 12 avril 1911 : Élection du 5e Conseil législatif.
- 18 mars 1914 : Élection au 6e Conseil législatif.
- 30 avril 1920 : Élection du 7e Conseil législatif. Association de gouvernement responsable 11 (dont 1 conjointe avec le Parti travailliste de Rhodésie) ; Parti travailliste de Rhodésie 1, Indépendant 1.

### Gouvernement autonome
- 29 avril 1924 : 1ère Assemblée législative. Parti Rhodésie 26, Indépendants 4.
- 19 septembre 1928 : 2e Assemblée législative. Parti de Rhodésie 22, Parti progressiste 4, Parti travailliste de Rhodésie 3, Indépendant 1.
- 6 septembre 1933 : 3e Assemblée législative. Parti réformiste 16, Parti de Rhodésie 9, Parti travailliste de Rhodésie 5.
- 7 novembre 1934 : 4e Assemblée législative. Parti uni 24, Parti travailliste de Rhodésie 5, Parti réformateur 1.
- 14 avril 1939 : 5e Assemblée législative. Parti uni 23, Parti travailliste de Rhodésie 7.
- 25 avril 1946 : 6e Assemblée législative. Parti uni 13, Parti libéral 12, Parti travailliste de Rhodésie 3, Parti travailliste de Rhodésie du Sud 2.
- 15 septembre 1948 : 7e Assemblée législative. Parti uni 24, Parti libéral 5, Parti travailliste de Rhodésie 1.
- 27 janvier 1953 : 8e Assemblée législative. Parti de Rhodésie unie 26, Indépendants 2, Travail indépendant 1, Parti de Rhodésie indépendant 1.
- 5 juin 1958 : 9e Assemblée législative. Parti fédéral uni 17, Parti Dominion 13.
- 14 décembre 1962 : 10e Assemblée législative. Front rhodésien 35, Parti fédéral uni 29, Indépendant 1.
- 7 mai 1965 : 11e Assemblée législative. Front rhodésien 50, Parti Rhodésie 10, Indépendant 5.

### Indépendance
- 10 avril 1970 : 1ère Chambre d'Assemblée. Front rhodésien 50, Indépendant 9, Parti du Centre 7.
- 30 juillet 1974 : 2e Chambre d'Assemblée. Front rhodésien 50, Independent 9, ANC soutenu Independents 6, Center Party 1.
- 31 août 1977 : 3e Chambre d'Assemblée. Front rhodésien 50, Indépendant 16.

## Sources
1. ↑  De la Rhodésie au Zimbabwe : une transition réussie ?, Rapport de groupe interparlementaire d'amitié n° 15 - 1er juillet 1997, Sénat français